# 上田正昭
上田 正昭（うえだ まさあき、1927年〈昭和2年〉4月29日 - 2016年〈平成28年〉3月13日）は、日本の歴史学者、小幡神社宮司、歌人。専攻は日本古代史。京都大学名誉教授、大阪女子大学名誉教授、西北大学名誉教授。勲二等瑞宝章、修交勲章崇礼章（韓国）、従四位。

## 経歴
1927年、兵庫県城崎郡城崎町（現：豊岡市）で生まれた。中学生時に、小幡神社（京都府亀岡市）の社家・上田家の養子となり、長じて大学時代から同神社宮司を務めた。
中学2年生のとき、発売禁止になっていた津田左右吉の『古事記及び日本書紀の新研究』を教師から借り、学校で習う上代史と学問との違いを感じた。太平洋戦争中の1944年（昭和19年）4月、國學院大學専門部に入り、折口信夫らに師事した。在学中に古書店から津田の著書を入手し、『古事記』・『日本書紀』に対する文献批判に衝撃を受けた。津田と実際に会うことはなかったが、強い影響を受けたという。終戦まで学徒動員で東京石川島造船所などで働いた。
1947年、総合的な文化史を唱えた西田直二郎に憧れて京都帝国大学文学部史学科に入学。しかし、西田は戦時中の戦争協力を理由に公職追放を受けて退職したため、指導を受けることはできなかった。在学中は三品彰英・梅原末治・北山茂夫・林屋辰三郎・奈良本辰也らの指導を受けた。受講生がきわめて少なかった朝鮮の歴史では、毎回井上秀雄と並んで講義を聞いていたことから「三品の狛犬」と揶揄された。3回生のとき、「教師が足りない」と中学時代の恩師に請われ、助教諭として週4日京都府立園部高等学校で歴史を教えた。この間、同校での差別事件をきっかけに部落問題の重要性を学び、奈良本辰也の誘いで部落問題研究所とも関わるようになった。
1950年3月、京都大学文学部史学科を卒業。卒業論文は「日本上代における国家的系譜の成立」（副論文「中宮天皇考」）であった。大学卒業に伴い園部高校の助教諭から教諭となり、同年7月に京都府立鴨沂高等学校へ転任した。
1963年10月に京都大学教養部助教授となった。 1971年3月、京都大学教養部教授に昇格。1978年4月より教養部長（～1979年3月）、1983年4月より京都大学埋蔵文化財研究センター長（～1985年4月）を務めた。1991年3月に京都大学を定年退職して名誉教授となり、同年6月から大阪女子大学学長（～1997年5月）を務めた。
歌人としては、2001年歌会始の召人を務めた。2010年以降は膀胱がんへの罹患とその再発などもあり、苦心しながら執筆を続けた。2016年3月13日に死去。

### 学外における役職
- 西北大学（中華人民共和国）名誉教授（1994年）[15]
- アジア史学会会長（1996年 - 2001年）[3][15]
- 大阪府立中央図書館名誉館長（1997年）[15]
- 中国社会科学院学術顧問（2000年）
- 社叢学会理事長（2002年 -2014年）、名誉顧問（2014年 - ）
- 財団法人世界人権問題研究センター理事長（1997年 - 2015年）[15]
- 姫路文学館館長（1997年 - 2014年）[15]
- 京都市学校歴史博物館長（1998年 - 2005年）[15]
- 高麗美術館館長（1998年 - ）[15]
- 財団法人京都府埋蔵文化財調査研究センター理事長（2003年 - ）
- 財団法人京都市生涯学習振興財団理事長
- 社団法人部落解放・人権研究所顧問
- 京都生涯教育研究所顧問
- 財団法人角川文化振興財団理事
- NPO法人大阪ワッソ文化交流協会理事
- 島根県立古代出雲歴史博物館名誉館長（2007年 - ）

## 受賞・栄典
- 1970年　『日本神話』で毎日出版文化賞[15]
- 1985年　文部大臣表彰
- 1992年　『古代伝承史の研究』で江馬賞[15]
- 1996年　京都市文化功労者[15]、京都府文化財保護審議会委員永年勤続表彰
- 1997年　大阪文化賞[16]
- 1998年　福岡アジア文化賞[15]、京都市自治100周年記念功労特別表彰[15]、亀岡市自治功労者表彰[15]
- 2000年　南方熊楠賞[17]
- 2001年　京都府文化賞特別功労賞
- 2003年　勲二等瑞宝章
- 2004年　八日市市名誉市民
- 2005年　京都市特別功労賞、亀岡市制50周年記念特別功労表彰
- 2006年　亀岡市名誉市民[18]
- 2009年　大韓民国修交勲章崇礼章
- 2016年　従四位

## 研究内容・業績
日本古代史の第一人者であり、その学問の特徴は、神話学・民俗学などに視野を入れ、広く東アジア的視野点から歴史を究明するところにあった。
古代日本に渡って来た「渡来人」がこの名称で教科書に記載されるようになったのは上田の影響である。上田は1965年（昭和40年）刊の中公新書『帰化人』で、「帰化」は『日本書紀』の用語で、『古事記』『風土記』は「渡来」あるいは同じ意味で「度来」と記すことを指摘し、当時の呼称と実態からは帰化人ではなく渡来人と呼ぶ方がよいと提唱した。このことで右翼からの脅迫を受けたこともあったが、渡来人の用語と理解は急速に定着した。読者の中には当時皇太子だった後の明仁上皇もいた。さらにこの上田の論と共に、「渡来人」に戦後の在日朝鮮人のイメージを投影する金達寿の主張が広まったが、こうした上田らによる「帰化人」から「渡来人」への言い換えについて、古代史学者の関晃は、「渡来」ではただ単に日本に来ただけという意味になり、帰化し日本人の一員となったという意味合いが無くなってしまうため学術用語として不適切であることを指摘し、疑問を投げかけ批判した。

### 朝鮮関連の発言
- 朝鮮新報によれば、明仁天皇が「桓武天皇の生母が百済の武寧王の子孫であると続日本紀に記されていることに韓国とのゆかりを感じます」と2001年12月に述べたことが話題となったが、既に1965年、著書でその可能性について指摘していた。当時、右翼団体により「近く天誅を加える」「国賊上田は京大を去れ」などの電話や手紙による嫌がらせを受けた[22]。
- 歴史教科書への竹島記述について「するべきでない」とし、歴史は事実を正確に記述することが重要で、理念に基づいて歴史を書かなくてはならないと主張した[23]。
- 八木晃介、水野直樹らと一緒に「朝鮮学校を支える会」の呼びかけ人となっている[24]。
- 2010年、韓国の国立中央博物館で「檀君の建国神話は、日本の建国神話の母胎」と題した学術会議の前に論文事前公開された際に、日韓の天孫文化には、山頂に降臨する点などをはじめ、共通点や類似点が多いとし、さまざまな事実を検証した結果、百済の神の存在が、日本で継続的に命脈を受け継いできたという結論に至ったと主張した[25]。また、天孫降臨した峰のクシフルは明確に古代朝鮮語と関連があり、ソホリ峰も朝鮮語のソウル、ソフル、ソブルなど王道の名称から由来したとし、日本語の成立を全部、朝鮮語から解釈しようとする見解には賛成できないが、天孫降臨神話が朝鮮神話と共通の要素があることは誰でも認めざるをえないと主張した[26]。
- 1974年に好太王碑の拓本を北京で入手し、改竄の跡は無いと述べる。
- 従来、大陸文化は九州から日本に入ったと考えられてきたが、日本海側の各地域は独自に朝鮮半島との交易ルートがあり、出雲や若狭、能登などとの多元往来論を唱える。

## 人物・交遊
- 師である林屋辰三郎をはじめ、梅棹忠夫、梅原猛とは親交が深く、共著『新・国学談』（中央公論社、のち中公文庫）を出している。
- 湯川秀樹とも親交深く、夫人の湯川スミとともに1980年に『すばらしき仲間』（中部日本放送）に出演した。
- 作家では松本清張や司馬遼太郎と親交深く、日本古代史関連で対談やシンポジウムなどで会う機会が多かった。
- 没後1年となる2017年4月3日から7月17日まで京都の高麗美術館にて「上田正昭と高麗美術館」展が開催された[27]。
- 大本の創始者である出口王仁三郎は、上田が宮司をつとめた小幡神社の氏子であり、大本事件の頃から出口とは交流があった[28]。また、上田は『大本七十年史』の編纂にも深く関わっている[28]。

門下生
- 井上満郎（京都産業大学名誉教授）
- 田中俊明（滋賀県立大学名誉教授）
- 千田稔（国際日本文化研究センター名誉教授）
- 灘本昌久（京都産業大学教授）
- 和田萃（京都教育大学名誉教授）

## 著作
著書
- 『神話の世界』創元社 1956
- 『日本古代国家成立史の研究』青木書店 1959
- 『日本武尊』人物叢書、吉川弘文館 1960。新装版 1986年 ISBN 9784642050241。オンデマンド版 1986年　ISBN　9784642750240
- 『帰化人 古代国家の成立をめぐって』中公新書 1965
- 『大和朝廷』角川新書 1967年
  - 角川選書
  - 講談社学術文庫 1995
- 『日本古代国家論究』塙書房 1968
- 『国民の歴史 大仏開眼』文英堂 1968
- 『日本の原像 国つ神のいのち』文藝春秋 1970
  - 角川文庫
  - 創元ライブラリ文庫
- 『日本神話』岩波新書 1970
  - 新版 角川ソフィア文庫 2010
- 『女帝 古代日本の光と影』講談社現代新書 1971
  - 改訂版『日本の女帝 古代日本の光と影』講談社現代新書 1973
  - 『古代日本の女帝』学術文庫 1996
- 『大王の世紀』<日本の歴史 2> 小学館 1973
- 『道の古代史 記紀のあしあと』淡交社 1974
- 『京都千年』毎日新聞社 1974
- 『古代再発見』角川選書 1975
  - 創元ライブラリ文庫
- 『倭国の世界』講談社現代新書 1976
- 『古代文化の探求』講談社学術文庫 1977
- 『聖徳太子 渡来文化のうずしお（日本を創った人びと）』平凡社 1978
- 『藤原不比等』朝日評伝選 1978
  - 朝日選書 1986
- 『古代からの視点』PHP研究所 1978
- 『古代史のいぶき 日本文化の源流を探る』PHP研究所 1981
- 『古代の日本と朝鮮』岩波書店 1986
- 『古代の道教と朝鮮文化』人文書院 1989
- 『古代学とその周辺』人文書院 1991
- 『古代伝承史の研究』塙書房 1991
- 『日本の神話を考える』小学館ライブラリー 1991　
  - 吉川弘文館「読みなおす日本史』 2019 ISBN　9784642071109
- 『古代日本の史脈 東アジアのなかで』人文書院 1995
- 『歴史家の眼 アジアの視点、地域の視点』小学館 1995
- 『神道と東アジアの世界 日本の文化とは何か』徳間書店 1996
- 『東アジアと海上の道 古代史の視座』明石書店 1997
- 『上田正昭著作集』(全8冊) 角川書店 1998-1999

1. 第1巻『古代国家論』
2. 第2巻『古代国家と東アジア』
3. 第3巻『古代国家と宗教』
4. 第4巻『日本神話論』
5. 第5巻『東アジアと海上の道』
6. 第6巻『人権文化の創造』
7. 第7巻『歴史と人物』
8. 第8巻『古代学の展開』

- 『論究・古代史と東アジア』岩波書店 1998
- 『講学・アジアの中の日本古代史』朝日選書 1999
- 『歌集 共生』大和書房 2001
- 『半島と列島・接点の探求』青丘文化社 2002
- 『古代日本の輝き』思文閣出版 2003
- 『日本文化の基層研究』学生社 2003
- 『歴史のなかの人権』明石書店 2006
- 『歴史に学ぶ』学生社 2006
- 『古代日本のこころとかたち』角川叢書 2006
- 『歌集 鎮魂』大和書房 2006
- 『日本人の“魂”の起源』情報センター出版局 2008
- 『日本人のこころ』学生社 2008
- 『歴史と人間の再発見』藤原書店 2009
- 『和魂!! めざめよ!』学生社 2009
- 『東アジアの中の日本』思文閣出版 2009
- 『神と仏の古代史』 吉川弘文館 2009 ISBN 9784642080293
- 『大和路の旅』角川選書 2010

- 『古代国家と東アジア 倭の五王から平城京・平安京へ』角川学芸出版 2010
- 『倭国から日本国へ 画期の天武・持統朝』文英堂[新・古代史検証日本国の誕生5] 2010
- 『雨森芳洲 互に欺かず真実を以て交り候』ミネルヴァ書房〈日本評伝選〉2011
- 『アジアのなかの日本再発見』ミネルヴァ書房：シリーズ「自伝」2011
- 『死をみつめて生きる 日本人の自然観と死生観』角川選書 2012
- 『私の日本古代史 上 天皇とは何ものか-縄文から倭の五王まで』新潮選書 2012
- 『私の日本古代史 下『古事記』は偽書か-継体朝から律令国家成立まで』新潮選書 2012
- 『渡来の古代史 国のかたちをつくったのは誰か』角川選書 2013
- 『古社巡拝: 私のこころの神々』学生社 2013
- 『森と神と日本人』藤原書店 2013
- 『「大和魂」の再発見 日本と東アジアの共生』藤原書店 2014
- 『日本古代史をいかに学ぶか』新潮社〈新潮選書〉、2014年。
- 『「とも生み」の思想--人権の世紀をめざして』明石書店 2015
- 『古代の日本と東アジアの新研究』藤原書店 2015[29]
- 『古代史研究七十年の背景』藤原書店 2016（遺著）

共著・編著
- 『出雲の神話 神々のふるさと カメラ紀行』植田正治写真 淡交新社 1965
- 『日本文化の創造 日本人とは何か』湯川秀樹共著 雄渾社 1968
- 『京都の歴史』全10巻 林屋辰三郎編集責任, 學藝書林 1970～1976
- 『日本の朝鮮文化 座談会』司馬遼太郎・金達寿共編 中央公論社 1972
  - 文庫
- 『日本の「道」その源流と展開』林屋辰三郎・山田宗睦共編, 講談社 1972
- 『日本古代文化の成立』江上波夫共編, 毎日新聞社 1973
- 『日本文化の原点』編著, 講談社 1973
- 『出雲』植田正治写真, 監修・文, 毎日新聞社 1974
- 『古代日本と朝鮮 座談会』司馬遼太郎,金達寿共編, 中央公論社 1974
- 『古代の日本と朝鮮』井上秀雄共編, 学生社 1974
- 『津田左右吉 人と思想』編、三一書房 1974
- 『日本の渡来文化 座談会』司馬遼太郎・金達寿共編, 中央公論社 1975
- 『風土記（日本古代文化の探究）』編, 社会思想社 1975
- 『文字（日本古代文化の探究）』編, 社会思想社 1975
- 『都城（日本古代文化の探究）』編, 社会思想社 1976
- 『古事記（日本古代文化の探究）』編, 社会思想社 1977
- 『城（日本古代文化の探究）』編, 社会思想社 1977
- 『対談古代文化の謎をめぐって』大林太良・森浩一共著, 社会思想社 1977
- 『日本民俗文化大系 喜田貞吉 歴史学と民俗学』編, 講談社 1978
- 『民話 伝承と創造』稲田浩二共編, 日本放送出版協会・放送ライブラリー 1978
- 『日本と朝鮮の二千年』姜在彦共編, 大阪書籍・朝日カルチャーブックス 1985
- 『春日明神 氏神の展開』編, 筑摩書房 1987
- 『篠村史』林屋辰三郎共編, 臨川書店 1987
- 『伊勢の大神 神宮の展開』編, 筑摩書房 1988
- 『住吉と宗像の神 海神の軌跡』編, 筑摩書房 1988
- 『探訪古代の道』編, 法蔵館 1988
- 『天満天神 御霊から学問神へ』編、筑摩書房 1988
- 『大神・石上』<神道大系 神社編 12>佐伯秀夫共校注 神道大系編纂会 1989
- 『奈良の部落史に学ぶ』編 明石書店 1989
- 『吉野-悠久の風景』編著 講談社 1990
- 『古代の日本と東アジア』編著 小学館 1991
- 『吉野ケ里・藤ノ木と古代東アジア 日・中・韓国際シンポジウム』編 小学館 1991
- 『謎の五世紀を探る シンポジウム・東アジアの再発見』江上波夫共編, 読売新聞社 1992
- 『出雲 古代を考える』編, 吉川弘文館 1993
- 『千年の息吹き 京の歴史群像』村井康彦共編, 京都新聞社 1993-1994
- 『平安京から京都へ』編, 小学館 1994
- 『朝鮮通信使 善隣と友好のみのり』編, 明石書店 1995
- 『古代の日本と渡来の文化』編, 学生社 1997
- 『アジアの中の日本を探る』編著、文英堂 1998、大阪府立中央図書館ライティ・カレッジシリーズ
- 『継体大王と渡来人 枚方歴史フォーラム』森浩一共編、大巧社 1998
- 『古代出雲の文化 銅剣・銅鐸と巨大建造物』島根県古代文化センター共編、朝日新聞社 1998
- 『司馬遼太郎回想』編著、文英堂 1998、大阪府立中央図書館ライティ・カレッジシリーズ
- 『ハンドブック国際化のなかの人権問題』編、明石書店 1998
- 『アジアと日本のルネサンス 共生と民際化』編著、文英堂 1999、大阪府立中央図書館ライティ・カレッジシリーズ
- 『人権歴史年表』編、山川出版社 1999
- 『古代史から日本を読む 古代から現代、そして未来へ 上田正昭対談集』学生社 2000
- 『出雲の神々に魅せられて 出雲の古代を歩く』江原護共著、マイブック社 2000
- 『21世紀のアジアを生きる 共生の未来像』編著、文英堂 2001、大阪府立中央図書館ライティ・カレッジシリーズ
- 『朝鮮通信使とその時代』辛基秀、仲尾宏共著、明石書店 2001
- 『鎮守の森は甦る 社叢学事始』上田篤共編、思文閣出版 2001
- 『「日本」という国 歴史と人間の再発見』梅原猛共編、大和書房 2001
- 『ヤマト王権のあけぼの 古代国家の起源と神話（史話日本の古代 第3巻）』編、作品社 2003
- 『探究「鎮守の森」社叢学への招待』編 平凡社 2004
- 『日本の神々『先代旧事本紀』の復権』鎌田純一共著、大和書房 2004
- 『はじめての宗教 宗教を知り心を育む』山折哲雄、ひろさちや、今道友信・阿部博人共著, 栄光 2005
- 『古事記の新研究』編, 学生社 2006
- 『聖徳太子の歴史を読む』千田稔共編著, 文英堂 2008
- 『ことばの力 國學院大學栃木学園白熱講義』山折哲雄、浜畑賢吉共著 國學院大學栃木中学・高等学校編, 角川学芸出版 2012
- 『八雲立つ出雲 植田正治、上田正昭が歩いた神々のふるさと』植田正治写真, 青幻舎 2012

CD
- CD版『古事記』の読み方（アートデイズ）

記念論集
- 『古代の探究』上田正昭先生華甲記念会編, 学生社 1988